# Convois de Malte
Ne doit pas être confondu avec Bataille du convoi de Malte.
Pendant bataille de la Méditerranée
Les convois de Malte désignent les convois organisés par les Alliés de la Seconde Guerre mondiale pour ravitailler Malte durant le conflit. Ils prennent place dans le contexte du siège de Malte durant la bataille de la Méditerranée. La population civile était ravitaillée en produits de première nécessité alors que les bases aériennes et navales l'étaient en vivres, en munitions et en carburant. Ces convois étaient escortés par la Mediterranean Fleet, la Fleet Air Arm et la Royal Air Force, appelés aussi Club Run, et régulièrement attaqués par les forces italiennes (la Regia Aeronautica et la Regia Marina) puis allemandes (la Luftwaffe et la Kriegsmarine) à partir de 1941.

## Contexte

### Malte, 1940–1941

Malte au cœur de la Méditerranée.

Malte, une île méditerranéenne de 320 km2, était une colonie britannique depuis 1814. Dans les années 1940, l'île comptait 275 000 habitants, mais les agriculteurs locaux ne pouvaient nourrir qu'un tiers de la population, le déficit étant comblé par les importations.
Malte était une halte sur la route maritime britannique du canal de Suez vers l'Inde, l'Afrique de l'Est, les champs pétroliers d'Iraq et d'Iran, l'Inde et l'Extrême-Orient. L'île était également proche du Canal sicilien entre la Sicile et Tunis.
Malte était également une base pour les opérations aériennes, maritimes et sous-marines contre les convois d'approvisionnement de l'Axe par la Royal Air Force (RAF) et la Fleet Air Arm (FAA).

### Méditerranée centrale, 1942
Les opérations militaires depuis Malte et l'utilisation de l'île comme poste relais ont conduit à des campagnes aériennes de l'Axe contre l'île en 1941 et 1942. Fin juillet, les 80 avions sur l'île avaient en moyenne perdu 17 des leurs par semaine et le carburant n'était suffisant que pour les chasseurs, ce qui ne permettait plus d'envoyer des bombardiers et des torpilleurs pour des opérations offensives. Les ressources disponibles pour soutenir Malte ont été réduites lorsque le Japon a déclaré la guerre en décembre 1941 et a mené des raids dans l'océan Indien en avril 1942.
Malte a été neutralisée comme base offensive contre les convois italiens par les attaques de la Regia Aeronautica et de la Luftwaffe au début de 1942. Plusieurs navires de guerre ont été coulés dans le port de La Valette et d'autres ont été retirés à Gibraltar et en Égypte. La nourriture et les médicaments pour la population maltaise et la garnison britannique ont diminué comme le carburant, les munitions et les pièces de rechange à la suite des succès des attaques de l'Axe contre les convois de Malte. Les plans d'invasion issus de l'Italie (opération C3) et de l'Axe (opération Hercules — Unternehmen Herkules) contre Malte ont été préparés mais annulés le 16 juin 1942,.

### Bataille de la Méditerranée

Carte générale de Malte.

Les Alliés ont mené la « campagne du désert occidental » en Afrique du Nord, contre l'Axe composé des forces de l'armée d'Italie et de l'Allemagne qui envoya des combattants de la Deutsches Afrikakorps et d'importants détachements de la Luftwaffe en Méditerranée en fin 1940. Jusqu'à la fin de l'année, 21 navires avec 160 000 LT de cargaison atteignirent Malte sans perte et une réserve de sept mois d'approvisionnement avait été accumulée.
Trois opérations de convois à Malte en 1941 voit les Alliés perdre qu'un seul navire marchand. De janvier 1941 à août 1942, 46 navires ont livré 320 000 LT, au prix de 25 navires coulés. Des navires marchands modernes, nécessitant la protection des forces navales et aériennes, ont été détournés vers d'autres routes pendant de longues périodes ; 31 sous-marins ont également été ravitaillés. Lors du Siège de Malte, les Alliés mènent des opérations afin d'envoyer des renforts sur l'île, notamment 19 coûteuses opérations à risque, les missions Club Run, au cours duquel des porte-avions sont déployés pour livrer des chasseurs.
D'août 1940 à fin août 1942, 670 Hawker Hurricane et des chasseurs Supermarine Spitfire ont décollé de porte-avions en Méditerranée occidentale.
De nombreux autres avions ont utilisé Malte comme escale intermédiaire pour l'Afrique du Nord et la Desert Air Force.

## Historique

### Prélude
Lorsque l'Italie a déclaré la guerre à la Grande-Bretagne et à la France le 10 juin 1940, l'escadron naval de Tarente n'a pas pris la mer pour occuper Malte comme le suggère l'amiral Carlo Bergamini.
Avec des bases italiennes en Sicile, le contrôle britannique de Malte a été rendu plus difficile à partir de ses bases de Gibraltar à l'ouest et Chypre, Égypte et Palestine à l'est, beaucoup plus loin. Deux semaines plus tard, le deuxième armistice de Compiègne met fin à l'accès britannique aux bases de la mer Méditerranée en France et au passage vers les colonies méditerranéennes. Les Britanniques, par l'attaque de Mers-el-Kébir le 3 juillet 1940 contre des navires de guerre français, ont déclenché une guerre informelle entre Vichy et la Grande-Bretagne.
Le soutien de l'Axe au général Francisco Franco pendant la guerre civile espagnole a également fait craindre aux Britanniques pour la sécurité de la base britannique de Gibraltar. Il est vite devenu clair que contrairement à l'Atlantique, où la guerre était menée par des sous-marins et des escortes de surface et aériennes, les opérations en Méditerranée dépendraient de la puissance aérienne et de la possession de bases terrestres pour pouvoir mettre en œuvre les avions.
Les événements à terre en Grèce, en Crète, en Libye et dans le reste de la rive sud de la Méditerranée auraient une grande influence sur la sécurité des communications maritimes des deux côtés. Une conquête italienne de l'Égypte pourrait relier l'Abyssinie, le Somaliland italien et l'Érythrée. L'invasion italienne de l'Égypte en septembre 1940, a été suivie de l'opération Compass, une contre-offensive britannique en décembre, qui a conduit à la destruction de la dixième armée italienne et la conquête de la Cyrénaïque en janvier 1941. Hitler a transféré la 10e Fliegerkorps en Sicile lors de l'opération Méditerranée (Unternehmen Mittelmeer), afin de protéger les routes d'approvisionnement de l'Axe au-delà de Malte, tout en envoyant l'Afrikakorps en Libye lors de l'opération Sonnenblume (Unternehmen Sonnenblume) qui, avec des renforts italiens, permet la reprise de la Cyrénaïque. Le 10e Fliegerkorps fut transféré en Grèce en avril 1941 et la 23e flottille de sous-marins est basée à Salamine, près d'Athènes, en septembre.

## 1940

### Juillet

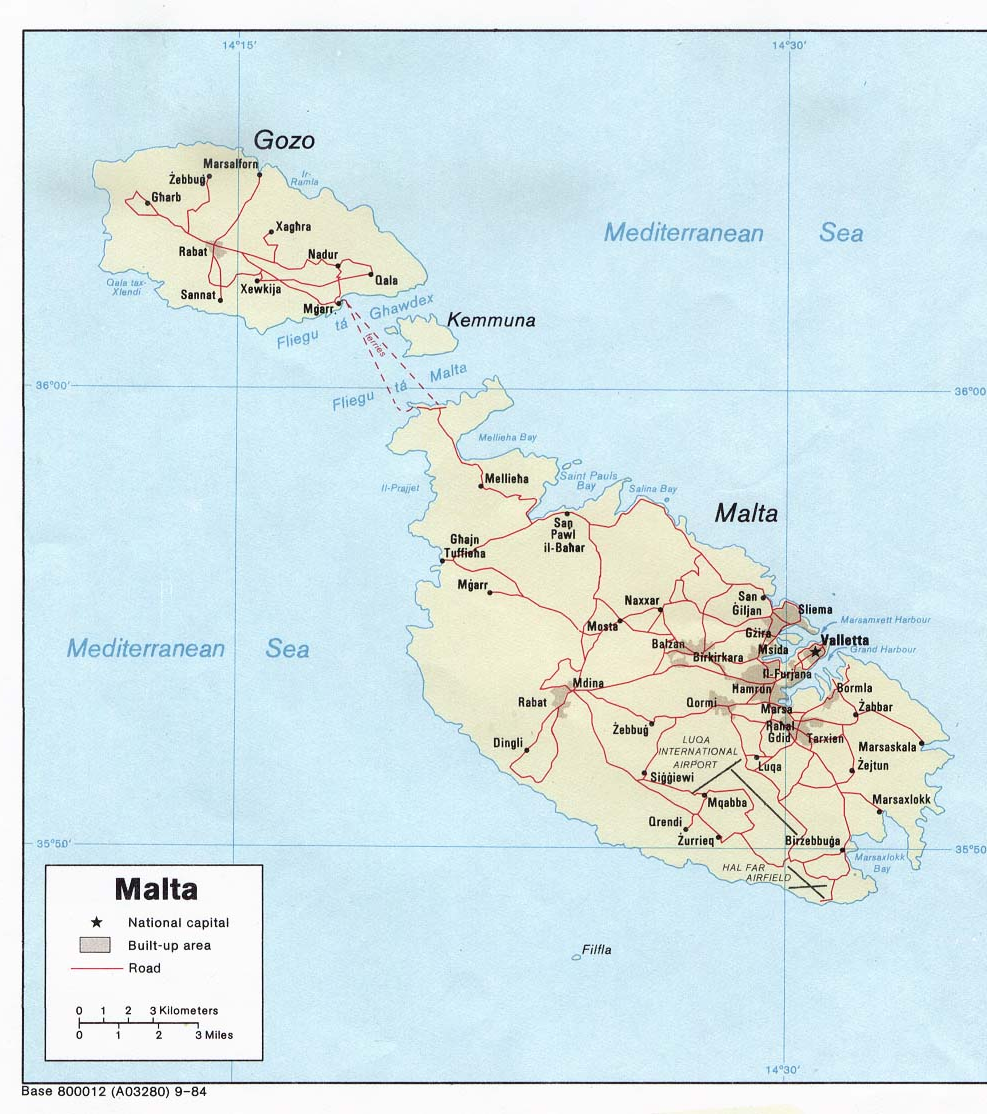
Carte de Malte.

Dans la bataille de Calabre (en italien : Battaglia di Punta Stilo), des escortes de la Regia Marina (2 cuirassés, 14 croiseurs et 32 destroyers) d'un convoi italien ont engagé les cuirassés HMS Warspite, Malaya et Royal Sovereign et le porte-avions HMS Eagle. Les croiseurs et destroyers britanniques ont couvert deux convois allant de Malte à Alexandrie. Le premier, Malta Fast 1 (MF 1) / Malta East 1 (ME 1), était composé des navires El Nil, Knight of Malta et Rodi ; le deuxième, Malta Slow 1 (MS 1) / ME 1 était composé des navires Kirkland, Masirah, Novasli, Tweed et Zeeland.

### Août

#### OpérationHurry
L'utilisation d'un porte-avions pour transporter des avions à Malte avait été discutée par l'Amirauté en juillet et une fois que l'Italie avait déclaré la guerre, le renforcement de Malte ne pouvait plus être retardé. Le porte-avions d'entraînement HMS Argus a été utilisé pour envoyer douze Hawker Hurricane à Malte depuis une position au sud-ouest de la Sardaigne. Les Hurricane ont été le premier Club Run à améliorer la défense aérienne de l'île, malgré la décision des chefs d'état-major britanniques deux mois plus tôt de ne rien faire pour renforcer Malte. Les opérations Club Run ont continué jusqu'à ce qu'il soit possible de piloter les avions directement depuis Gibraltar.

### Septembre

#### OpérationHats

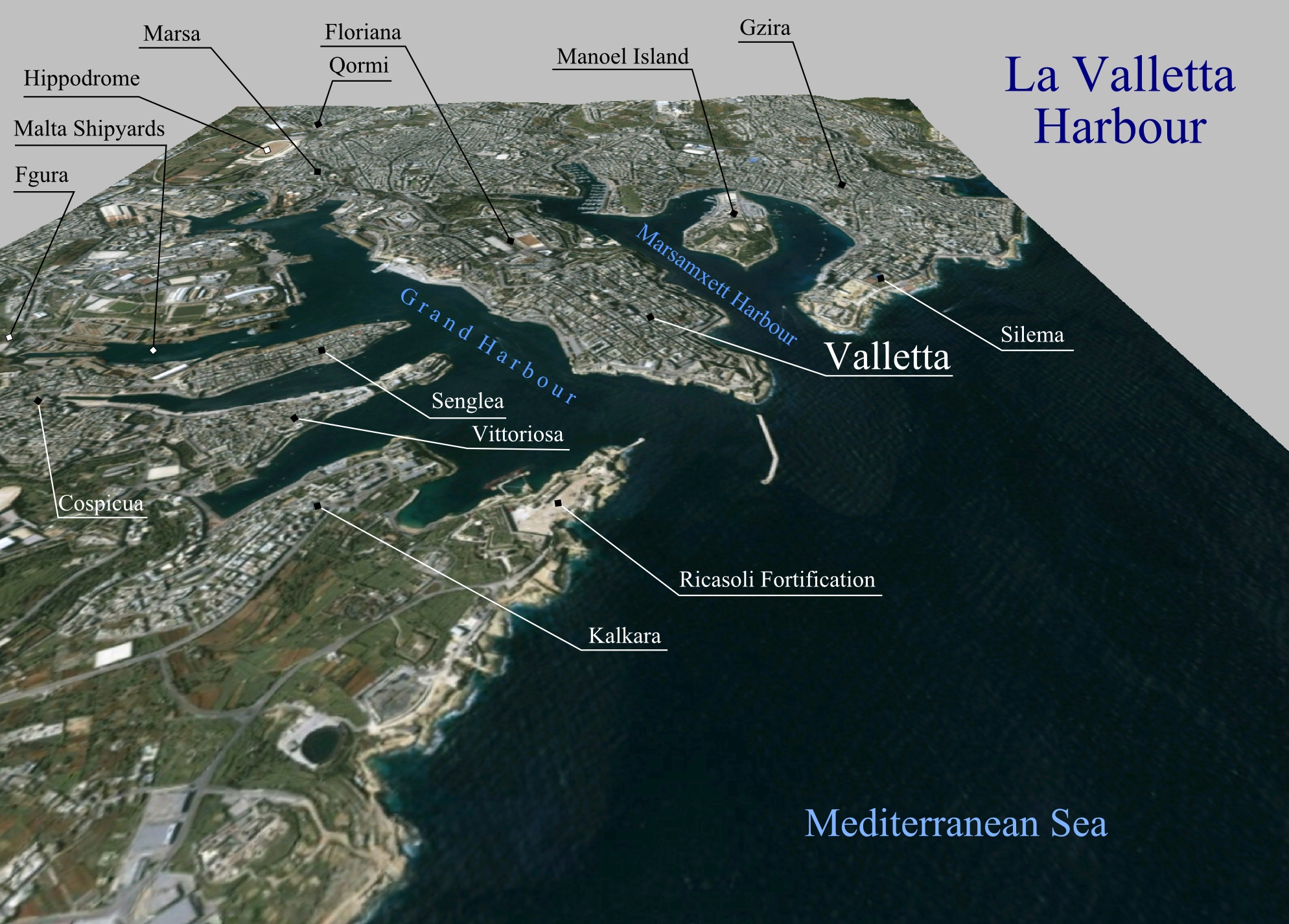
Port de La Vallette.

La flotte méditerranéenne a escorté le convoi rapide MF.2 composé de trois transports (transportant 40 000 ST de fournitures, y compris des renforts et des munitions pour les défenses anti-aériennes de l'île) depuis Alexandrie et a rassemblé un autre convoi de Gibraltar. Lors de leur transit, des bases aériennes italiennes ont été attaquées. La Regia Marina avait des forces supérieures en mer mais a raté l'occasion d'exploiter son avantage.

### Octobre

#### OpérationMB.6
Quatre navires du convoi MF 3 ont atteint Malte en toute sécurité depuis Alexandrie et trois navires sont retournés à Alexandrie en composant le convoi MF 4.
Les convois faisaient partie de l'opération MB 6 et l'escorte comprenait quatre cuirassés et deux porte-avions. Une tentative italienne contre l'escorte de retour par des destroyers et des torpilleurs s'est terminée par la bataille du cap Passero, qui fut un succès britannique.

### Novembre

#### OpérationMB.8

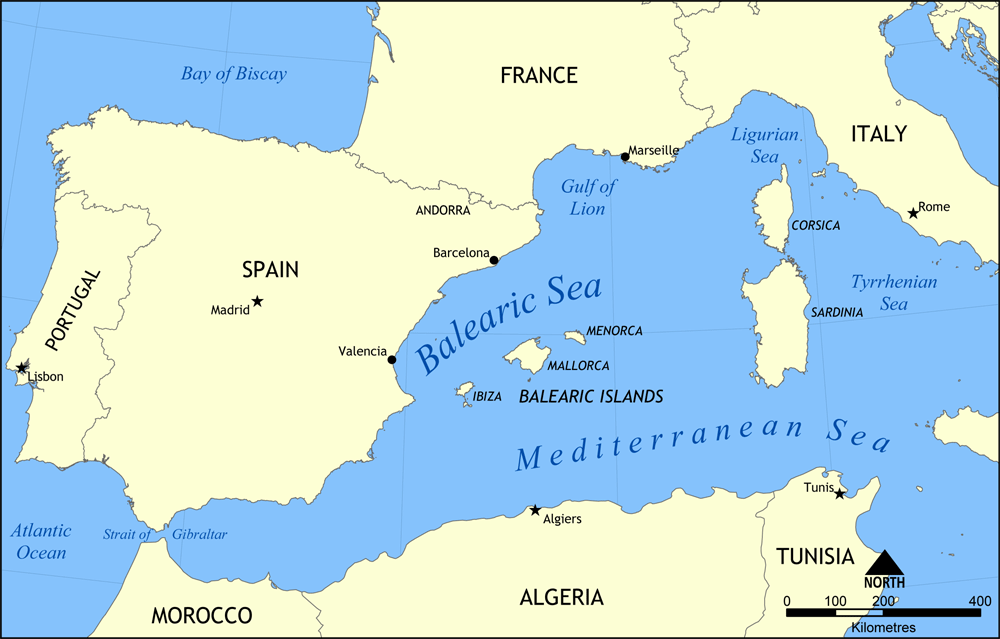
Méditerranée occidentale et Gibraltar, lieu de départ des expéditions vers Malte.

L'Opération MB.8 était une opération multiple de la Royal Navy en mer Méditerranée du 4 au 11 novembre 1940. Elle était composée de six forces différentes comprenant 2 porte-avions, 5 cuirassés, 10 croiseurs et 30 destroyers, dont une grande partie de la Force H de Gibraltar, protégeant quatre convois de ravitaillement vers Malte et menant des actions diverses, comme l'attaque aérienne de la flotte italienne lors de la bataille de Tarente,, conjointement avec la bataille du détroit d'Otrante.

#### OpérationWhite
Durant l'opération White, douze Hurricane ont décollé de l'Argus pour renforcer Malte, mais la menace de la flotte italienne se cachant au sud de la Sardaigne a provoqué un départ prématuré du porte-avions et son retour à Gibraltar. Huit Hurricane ont manqué de carburant et amerri en mer, provoquant la perte de sept pilotes. Une enquête a révélé que les pilotes n'avaient pas été suffisamment informés sur l'autonomie et l'endurance de leur avion.

#### OpérationCollar
L'opération Collar était destinée à combiner le passage d'un cuirassé, d'un croiseur lourd et d'un croiseur léger avec des défauts mécaniques d'Alexandrie à Gibraltar, avec un convoi de quatre navires MW 4 à Malte et la navigation de ME 4 de Malte comprenant le HMS Cornwall et les quatre navires vides du convoi MW 3, escortés par un croiseur et trois destroyers. Des attaques sur les aérodromes italiens en mer Égée et en Afrique du Nord devaient être menées en même temps. Trois navires à Gibraltar, deux à destination de Malte et un pour Alexandrie devaient être escortés par les croiseurs HMS Manchester et HMS Southampton. L'opération MB 9 d'Alexandrie a débuté le 23 novembre, lorsque le convoi MW 4 avec quatre navires a appareillé avec huit destroyers d'escorte, couvertes par la Force E de trois croiseurs. La Force D comprenant un cuirassé et deux croiseurs a navigué le 24 novembre et le lendemain, deux autres cuirassés, un porte-avions, deux croiseurs et quatre destroyers de la Force C ont quitté Alexandrie. Le MW 4 a atteint Malte sans incident ; quant au ME 4, qui avait appareillé le 26 novembre, marque le retour de deux destroyers à Malte. Le reste de l'escorte, un croiseur et un destroyer, vit les cargos entrer dans Alexandrie et Port Saïd le 30 novembre.
La Force F de Gibraltar devait faire passer 1 400 soldats et membres de la RAF de Gibraltar à Alexandrie dans les deux croiseurs, livrer deux navires de ravitaillement à Malte et un en Crète. Les autres navires de guerre destinés au renforcement de la flotte d'Alexandrie devaient être envoyés, les croiseurs étant accompagnés de deux destroyers et de quatre corvettes. La force B a fourni à la force de couverture le croiseur de bataille HMS Renown, le porte-avions HMS Ark Royal, les croiseurs HMS Sheffield et HMS Despatch, et neuf destroyers. Les destroyers et les corvettes ont quitté Alexandrie dans la nuit du 23 au 24 novembre pour rejoindre le rendez-vous avec les navires marchands et leurs destroyers d'escortes de Grande-Bretagne. Les croiseurs ont embarqué les troupes et le personnel de la RAF, quittant Gibraltar le 25 novembre. Les Britanniques ignoraient que des avions de reconnaissance italiens avaient repéré les sorties des deux côtés de la Méditerranée et mis en place des embuscades sous-marines. Deux cuirassés italiens, trois croiseurs et deux flottilles destructrices avaient quitté le port, plus des croiseurs, des destroyers et des torpilleurs. La Force D a été attaquée dans la nuit du 26 au 27 novembre, mais l'attaque a été si inefficace que les Britanniques ne l'ont pas remarquée. Le 27 novembre, des avions de la Force F ont repéré la flotte de combat italienne, la force s'est dirigée vers la Force D et s'est préparée à défendre les navires marchands, devenant un engagement confus et peu concluant. Deux sous-marins italiens ont attaqué trois croiseurs dans les environs siciliens alors qu'ils attendaient le convoi en direction est dans la nuit du 27 au 28 novembre et les deux navires pour Malte sont arrivés le 29 novembre, alors que la Force H retournait à Gibraltar, le convoi de transit et les navires de guerre ont atteint Alexandrie.

### Décembre
Le convoi MW 5A composé des Lanarkshire et Waiwera, transportant des fournitures et des munitions et le convoi MW 5B composé des Volo, Rodi et Devis, le pétrolier Pontfiel, Hoegh Hood et Ulster Prince appareillent d'Alexandrie avec comme force de couverture un cuirassé, deux croiseurs, destroyers et corvettes atteignant Malte le 20 décembre. Le convoi ME 5, composé du Breconshire à vide, Memnon, Clan Macaulay et Clan Ferguson, ont été récupérés par la force de couverture et sont retournés à Alexandrie. Le convoi MG 1, composé des Clan Forbes et Clan Fraser, a atteint Gibraltar depuis Malte, escortés par le cuirassé et quatre destroyers,.

## 1941

### Janvier

#### OpérationExcess

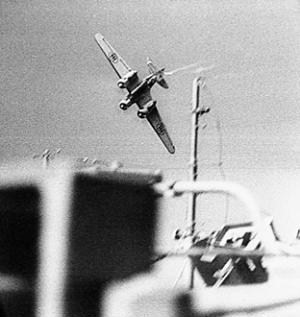
Un Savoia-Marchetti SM.79 italien lors d'une attaque.

L'opération Excess voit la livraison d'un navire de Gibraltar à Malte et trois au Pirée. L'opération a été coordonnée avec l'opération MC 4, consistant en un convoi MW composé des Breconshire et Clan Macaulay d'Alexandrie à Malte, le convoi ME 6 (convoi de retour) composé des Lanarkshire, Waiwera et ME ?, composé des Volo, Rodi, Pontfield, Devis, Hoegh Hood, Trocas et Plumleaf. Les convois sont arrivés en toute sécurité avec 10 000 t de fournitures. Le croiseur HMS Southampton a été coulé, le croiseur HMS Gloucester et le porte-avions HMS Illustrious ont été gravement endommagés et un destroyer a été atteint, déclaré irréparable.
L'opération Excess marque la toute première participation de la Luftwaffe à une opération anti-convoi. Le torpilleur italien Vega a été coulé pendant les combats.

### Février

#### OpérationMC 8
L'opération MC 8, exécutée du 19 au 21 février, consiste à la livraison de troupes, véhicules et fournitures à Malte transportés à bord des croiseurs HMS Orion, Ajax et Gloucester et les destroyers Nubian et Mohawk, couverts par les Barham, Valiant, Eagle, Coventry, Decoy, Hotspur, Havock, Hereward, Hero, Hasty, Ilex, Jervis, Janus et Jaguar.

### Mars

#### OpérationMC 9
L'opération MC 9 couvrait un convoi MW 6 composé des Perthshire, Clan Ferguson , City of Manchester  et City of Lincoln , qui a quitté Alexandrie le 19 mars, les escortes naviguant un jour plus tard, couvert par la flotte méditerranéenne jusqu'à la nuit du 22 au 23 mars. Les navires naviguaient par des routes indirectes et le mauvais temps a permis au convoi d'échapper à la reconnaissance aérienne de l'Axe. Les navires sont arrivés à Malte, mais deux ont été bombardés à leur poste d'amarrage,.

### Avril

#### OpérationWinchet convoi ME 7
Les Hurricane livrés à Gibraltar sur l'Argus ont été embarqués à bord de l'Ark Royal qui a appareillé le 2 avril, escorté par le cuirassé Renown, un croiseur et cinq destroyers. Les Hurricane ont décollé le 3 avril et tous sont arrivés, la Force H retournant en toute sécurité à Gibraltar le 4 avril. Des fournitures et des munitions ont été acheminés vers Malte dans les opérations MC 8 et MC 9. Le 18 avril, la flotte méditerranéenne a navigué d'Alexandrie à la baie de Souda en Crète avec le Breconshire transportant du pétrole et du carburant pour Malte. Tard le 19 avril, les destroyers de la Malta Strike Force ont navigué avec le convoi ME 7 de quatre cargos vides. Le  Breconshire  a fait route sur Malte et les destroyers sont revenus après avoir participé à un bombardement à terre par la flotte principale. Le croiseur Gloucester qui disposait d'une longue portée, a rejoint la force.

#### OpérationDunlop
Dans l'opération Dunlop, le HMS Ark Royal a quitté Gibraltar le 24 avril et 24 Hurricane en ont décollé à l'aube du 27 avril. Les Bristol Blenheims et les Beaufighters sont également partis directement de Gibraltar. Trois cuirassés et un porte-avions ont couvert le transport rapide Breconshire (maintenant commandé par la Royal Navy) d'Alexandrie à Malte. L'opération a été coordonnée avec le convoi de quatre navires ME 7 de Malte à Alexandrie. Le 16 avril, la valeur de Malte pour les opérations offensives a été montrée lorsque quatre destroyers de la 14e Flottille (la Force de frappe de Malte), récemment basée dans l'île, a détruit un convoi d'approvisionnement de l'Afrikakorps (cinq navires, pour un total de 14000 tonneaux GRT et trois escorteurs) dans la bataille du convoi Tarigo,,.
Un convoi de l'Afrikakorps (le convoi Tarigo) des navires allemands Aegina, Arta, Adana et Iserlhon, avec 3 000 renforts de troupes à bord, l'italien Sabaudia chargé de munitions et trois escortes de destroyers italiens ont été coulés par les destroyers Jervis, Janus, Nubian et Mohawk, près des îles Kerkennah au large de la Tunisie ; le Mohawk a également été coulé mais le succès de l'opération a montré la valeur de Malte comme base offensive. Churchill a ordonné que la route de ravitaillement italienne vers Tripoli soit coupée et a même suggéré d'utiliser le cuirassé Barham pour bloquer le port.

#### OpérationTemple
Pendant l'opération Temple, le cargo Parracombe a navigué vers Malte depuis Gibraltar dans la nuit du 28 au 29 avril, camouflé en navire marchand espagnol et plus tard en bateau à vapeur de Vichy, l'Oued-Kroum. Il a été miné le 2 mai, ce qui l'a fait sauter et couler avec 21 Hurricanes, de l'équipement, des munitions et du fret militaire à bord.

### Mai

#### OpérationsTigeretSplice

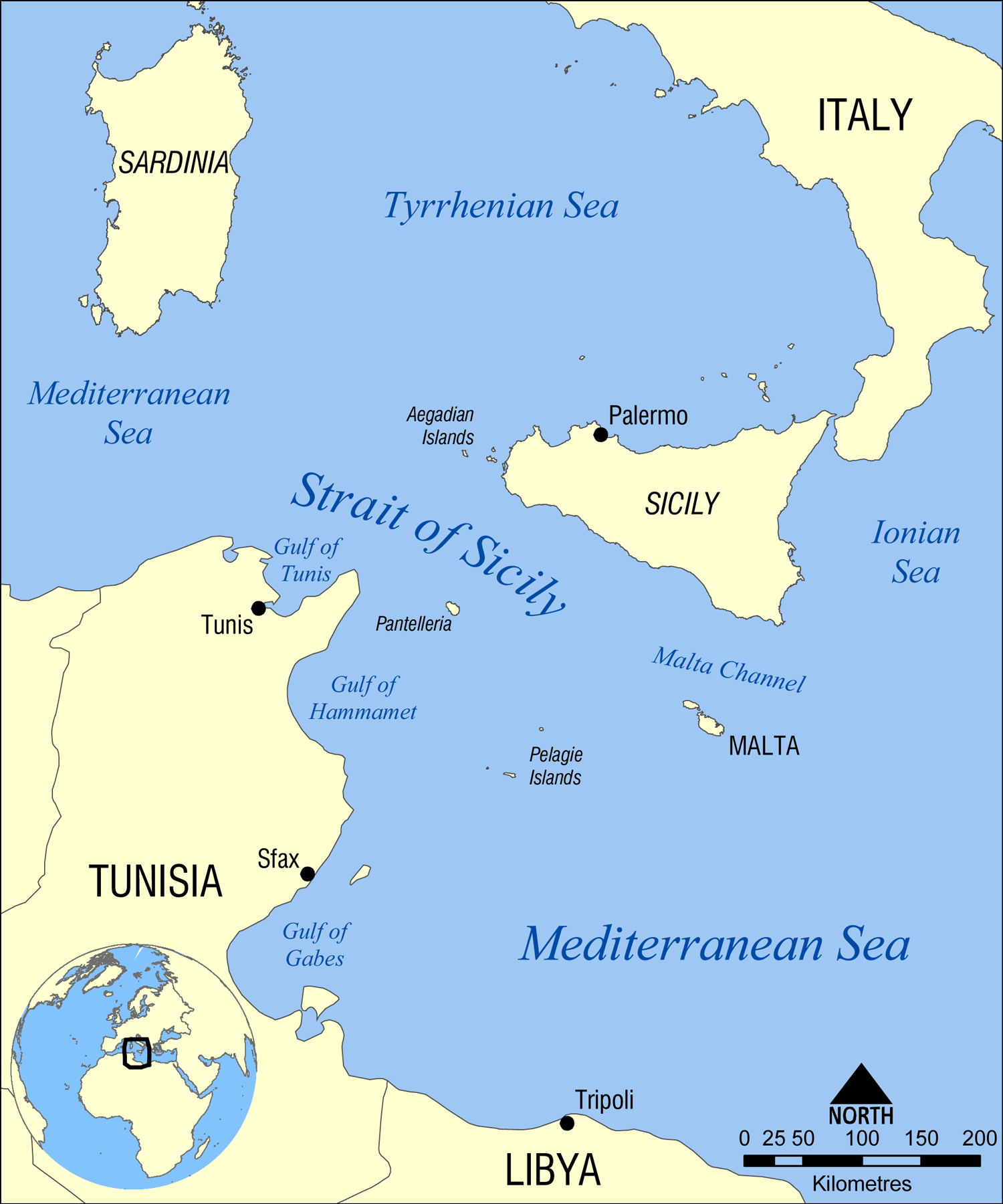
Détroit de Sicile.

Dans l'opération Tiger, le convoi WS 8 a navigué de Gibraltar à Alexandrie, combiné à un ravitaillement effectué à Malte par six destroyers de la Force H. Cinq navires marchands ont passé Gibraltar le 6 mai accompagné par la Force H, avec un cuirassé et deux croiseurs en route pour Alexandrie. Les destroyers de la Force H ont participé à l'opération de convoi jusqu'à Malte. La force opérationnelle a bombardé Benghazi et a rencontré le convoi au sud de Malte en soirée du 9 mai.
Durant l'opération Splice, du 19 au 22 mai, 48 autres Hurricane ont décollé des Ark Royal et Furious le 21 mai et tous ont atteint Malte. Le convoi lent MW 7B avec deux pétroliers a quitté l'Égypte pour Malte avec 24 000 LT de mazout, suivi du convoi rapide MW 7A composé de six cargos escortés par cinq croiseurs, trois destroyers et deux corvettes. Les Abdiel et Breconshire ont navigué avec la flotte principale et tous les navires ont atteint Grand Harbour le 9 mai précédés par un dragueur de mines, qui a neutralisé une douzaine de mines.
En mai, la Luftwaffe a transféré le 10e Fliegerkorps de la Sicile aux Balkans, allégeant la pression sur Malte et les convois britanniques jusqu'en décembre.

### Juin

#### OpérationRocket
Du 5 au 7 juin, une mission voit la livraison de 35 Hurricane à Malte, guidés par huit Blenheims de Gibraltar.

#### OpérationTracer
En juin, le nouveau transporteur HMS Victorious a remplacé le Furious. Le 13 juin, l'opération Tracer a débuté, comprenant l'Ark Royal  et le Victorious, escortés par la Force H, elle a quitté Gibraltar. Le 14 juin, sur les 47 Hurricane déployés, guidés par quatre Hudson de Gibraltar, 43 Hurricane ont atteint Malte,.

#### OpérationsRailwayIetII
Le 26 juin, les Ark Royal et Furious ont de nouveau pris la mer avec 22 Hurricane, guidés vers Malte par Blenheims depuis Gibraltar. Tous sont arrivés à Malte par mauvais temps, mais un Hurricane s'est écrasé à l'atterrissage. La Force H est arrivée au port le 28 juin, des avions en caisse ont été assemblés à bord du Furious alors qu'il rejoignait la Force H pour l'opération Railway II.
Le 30 juin, 26 Hurricane ont décollé de l'Ark Royal. Le deuxième Fighter a dérapé au décollage du Furious et un « réservoir largable » (en anglais : drop tank) s'est détaché et a pris feu alors que l'Hurricane passait par-dessus bord, tuant neuf hommes et en blessant quatre autres avant que l'incendie ne s'éteigne, en début d'après-midi, avant l'arrivée des 35 Hurricane restant à Malte, guidés à nouveau par six Blenheims.
Au cours du mois, 142 appareils ont atteint Malte, alors que d'autres  étaient acheminés en Égypte,,.

### Septembre

#### OpérationsStatusIetII, opérationPropeller

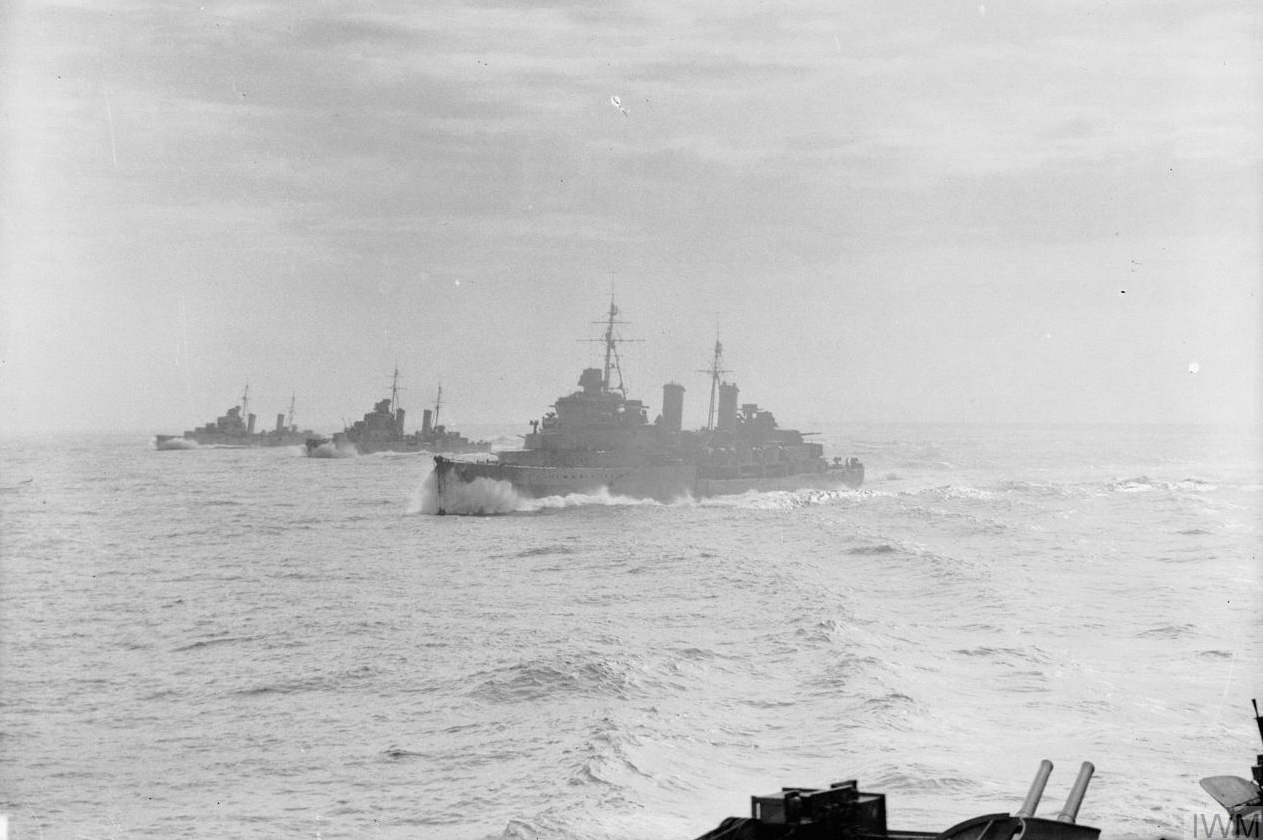
Trois croiseurs britanniques pendant l'opération Halberd.

Les Ark Royal et Furious ont acheminé plus de 50  Hurricane à Malte lors des opérations Status I et Status II, quarante-neuf y arrivant ; plusieurs Blenheims ont volé directement de Gibraltar en concordance afin de constituer la force de frappe de Malte et utiliser les munitions livrées dans le cadre de l'opération Substance.
L'Empire Guillemot, navire marchand, a atteint Malte depuis Gibraltar dans le cadre de l'opération Propeller, un autre navire terminant le voyage indépendamment.

#### OpérationHalberd
Au cours de l'opération Halberd, le convoi en direction est GM 2 composé de neuf navires marchands, transportant 81 000 LT de fournitures et 2 600 soldats de Gibraltar, étaient accompagnés du porte-avions Ark Royal , des cuirassés HMS Nelson, Rodney, Prince of Wales (tous détachés de la Home Fleet), cinq croiseurs et dix-huit destroyers. Les Britanniques ont organisé des détournements dans la Méditerranée orientale, des sous-marins et des avions ont observé les bases navales et aériennes italiennes. Les attaques contre le convoi par la Regia Aeronautica ont commencé le 27 septembre, démontrant plus d'habileté et de détermination que les rencontres précédentes. Un bombardier-torpilleur italien a frappé le Nelson avec une torpille aérienne et a réduit sa vitesse.
Plus tard, les attaques aériennes ont été découragées par les tirs antiaériens de l'écran du destroyer britannique. Un avion de reconnaissance britannique a signalé que la flotte italienne avait quitté le port et était sur une trajectoire d'interception et que la force de couverture britannique, sans le Nelson, avait été envoyée pour s'engager. L'Ark Royal a lancé ses bombardiers-torpilleurs mais la flotte italienne a fait demi-tour et l'aviation n'a pas réussi à entrer en contact ; vers 19 h 0, le GM 2 a atteint les Narrows.
Les cinq croiseurs et neuf des destroyers ont continué vers Malte alors que la force de couverture a changé de cap. Les Britanniques se sont dirigés vers la Sicile, ce qui leur a permis de contourner les champs de mines posés par les Italiens dans le chenal entre la Sicile et la côte nord-africaine. Pendant la nuit, la lune était brillante et des bombardiers-torpilleurs italiens ont réussi à frapper le navire de transport de troupes Imperial Star, de 10 000 GRT, avec une torpille aérienne. Les tentatives de remorquage du navire vers Malte ont échoué ; ses troupes ont été transbordées et le navire a été sabordé. Dans la matinée du 28 septembre, le convoi est arrivé à portée des forces basées à Malte. Le reste du convoi a atteint Malte à 13 h 30 et a débarqué 85 000 ST de fournitures. L'opération Halberd était la dernière opération de convoi de 1941.

### Octobre

#### OpérationsCall BoyetMG 3
Le 16 octobre, la Force H a couvert l'opération Call Boy, un autre convoi dirigé par l'Ark Royal, pour emmener treize bombardiers torpilleurs Espadon et Albacore à destination de Malte, livrés à Gibraltar par Argus. Le 12 octobre, les croiseurs Aurora et Penelope ont quitté Scapa Flow pour Malte et ont été rejoints par les destroyers Lance et Lively de la Force H à Gibraltar, atteignant l'île le 21 octobre.
L'escadron a été nommé Force K (faisant renaître un titre utilisé en 1939) pour des opérations contre la voie d'approvisionnement italienne vers l'Afrique du Nord. L'opération MG 3 était un convoi prévu pour expédier les navires marchands Hallebarde de Malte, mais les navires ont navigué successivement. Deux sont partis le 16 octobre, mais un navire a dû faire demi-tour avec des problèmes de moteur. Le deuxième navire était couvert par les mouvements de la flotte de l'opération Callboy qui a atteint le point de départ le 17 octobre et est arrivé le 19 octobre, après avoir esquivé une attaque de bombardiers-torpilleurs. Deux croiseurs et deux destroyers de Force H ont chargé du matériel et des munitions pour Malte dès leur retour à Gibraltar et sont repartis le 20 octobre, arrivant à Grand Harbour, à Malte, le lendemain. Deux navires ont quitté Malte sur lest le 21 octobre et sont arrivés à Gibraltar malgré les attaques aériennes ; un navire en panne de moteur a quitté Malte à nouveau le 22 octobre, surveillé par les hydravions Catalina, mais n'a pas pu arriver : une émission de radio italienne a annoncé le naufrage. Le quatrième navire a navigué le 24 octobre mais a été attaqué par un avion italien et a été rappelé, après avoir été repéré rapidement.

### Novembre

#### OpérationPerpetual
La Force K de deux croiseurs et de deux destroyers a quitté Malte le 8 novembre et a coulé les navires marchands d'un convoi de l'Axe au large du cap Spartivento. La Force K a coulé sept navires marchands et une de ses escortes, les forces étaient de retour à Malte dans l'après-midi du 9 novembre et le sous-marin Upholder de Malte a coulé un autre destroyer. Le 10 novembre, l'Ark Royal et l'Argus sont partis de Gibraltar et ont transféré trente-sept Hurricane, trente-quatre arrivant à bon port. Sept Blenheims ont décollé directement de Gibraltar. Le 13 novembre, l' Ark Royal a été torpillé par le sous-marin allemand U-81 et a coulé le lendemain, à 46 km de Gibraltar.

#### OpérationAstrologer
L'opération Astrologer (du 14 au 15 novembre 1941) a consisté en une tentative de ravitaillement de Malte par deux cargos non escortés, l'Empire Pelican et l'Empire Defender, déguisés en navires neutres espagnols puis français. L'Empire Pelican a passé Gibraltar le 12 novembre et a navigué à proximité des côtes marocaine, algérienne et tunisienne. Il a été repéré par des avions italiens le 14 novembre au matin, au sud de La Galite et a été coulé par des bombardiers torpilleurs. L'Empire Defender a été coulé au coucher du soleil, le lendemain, au même endroit.
L'opération Astrologer a été la dernière tentative d'envoi de navires marchands à Malte depuis l'ouest pendant les six mois suivant.

### Décembre

#### OpérationsMF 1etMD 1
Pour pallier une pénurie de mazout à Malte, le MV Breconshire, modifié en tanker, a été escorté de Malte le 5 décembre par un croiseur et quatre destroyers de la Force K dans l'opération MF 1 en direction d'Alexandrie. Le lendemain, un croiseur et deux destroyers ont quitté Alexandrie. Dans la soirée du 6 décembre, le croiseur et deux destroyers sont rentrés à Malte et deux destroyers ont continué avec le Breconshire, rencontrant le croiseur et deux destroyers d'Alexandrie à l'aube du 7 décembre. Deux destroyers se sont rendus à Malte et le Breconshire a continué vers Alexandrie accompagné du croiseur et de ses deux destroyers, atteignant Alexandrie le 8 décembre, sans le croiseur qui a été détaché pour aider un sloop endommagé par une attaque aérienne partie de Tobrouk. Le Breconshire était chargé de 5 000 t d'huile de chaudière et chaque espace était comblé de fournitures.
Le 15 décembre, l'opération MD 1 a commencé lorsque le Breconshire a mis le cap sur Malte avec trois croiseurs et huit escorteurs. Pendant la nuit, le Breconshire a été ralenti par des problèmes de moteur et le 16 décembre, les forces se sont dirigées vers l'ouest en plein jour sans zigzaguer. À la nuit tombée, un croiseur et deux destroyers ont fait demi-tour et ont diffusé de fausses émissions sans fil pour simuler une flotte de combat en mer. Les destroyers ont quitté Malte le 16 décembre à 18 h. La Force K composée de deux croiseurs et de deux destroyers a navigué à la rencontre du Breconshire et l'a escorté jusqu'à Grand Harbour.
Au cours de l'après-midi, un convoi de cuirassés italiens a été repéré et chaque navire en état de navigabilité à Malte a reçu l'ordre de ramener le Breconshire . Un seul croiseur et deux destroyers étaient opérationnels mais ils ont rencontré la force venant en sens inverse avant l'aube du 17 décembre et les navires ont fait un cercle autour du Breconshire. La Luftwaffe et la Regia Aeronautica ont attaqué dans l'après-midi avec des bombes et des torpilles. Alors que la nuit tombait, trois cuirassés italiens, deux croiseurs et dix destroyers sont apparus et le Breconshire et deux escorteurs ont été détournés vers le sud-ouest alors que le reste des navires britanniques se tournait vers la flotte italienne. Avec les escortes entre les Italiens et le Breconshire, le navire a été remis à la Force K à son arrivée et a émis un écran de fumée. Les navires adverses divergèrent dans l'obscurité et la Force K se tourna vers Malte avec le Breconshire. Le pétrolier a subi le 18 décembre une attaque aérienne, jusqu'à l'arrivée des Hurricane de Malte dans l'après-midi et vers 15 h, les navires sont parvenus à Malte.

## 1942

### Janvier

#### OpérationMF 2

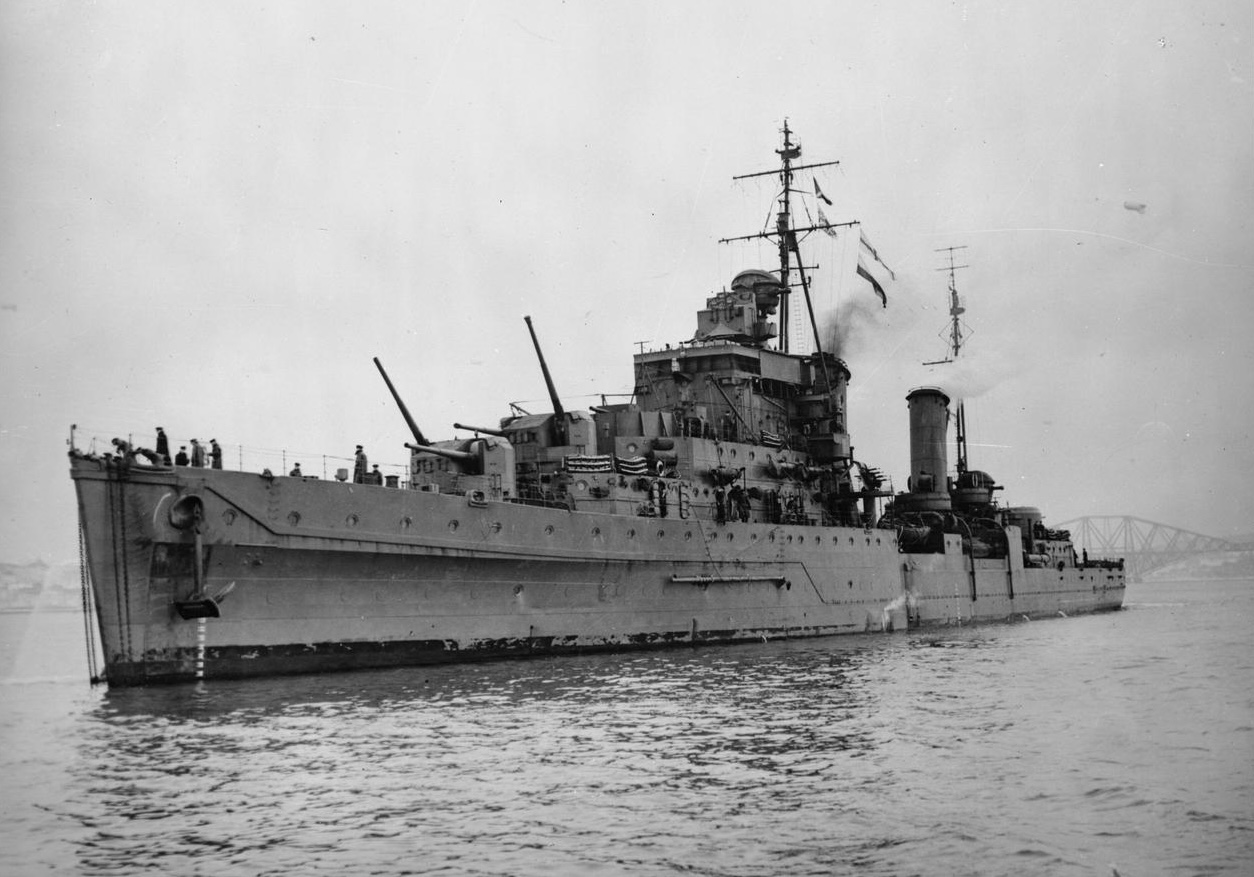
Le à l'ancrage dans le Firth of Forth.

Le 5 janvier, le navire de ravitaillement rapide HMS Glengyle a été escorté d'Alexandrie par le 15th Cruiser Squadron (Force B, commandée par le contre-amiral Philip Vian), composée de croiseurs légers de la classe Dido, les croiseur légers Naiad, Dido et Euryalus, le croiseur antiaérien Carlisle) et six destroyers. Les croiseurs ont servi de « bluff », en l'absence de navires plus lourdement armés capables de contester une sortie de la Regia Marina, et le service en Méditerranée,. Le  Breconshire était parti de Malte le 6 janvier, escorté par quatre destroyers de la Force C. Les deux forces se sont rencontrées le 7 janvier et la Force C avec le Glengyle est arrivée à Malte le 8 janvier, la Force B avec le Breconshire arrivant à Alexandrie le lendemain.

#### OpérationMF 3
Le 16 janvier, les convois MW8A et MW8B, avec deux navires chacun, ont quitté Alexandrie dans le cadre de l'opération MF3, accompagnés du Carlisle et de deux divisions de destroyers.
Le 15e Escadron de croiseurs a été mis en route le 17 janvier pour rejoindre l'escorte des deux convois. La Force K (version courte Aurora)[Quoi ?] a quitté Malte pour rejoindre son « rendez-vous » avec le convoi le 18 janvier. Le Thermopyles (6 655 tonneaux), dans le MW8A, a subi des ennuis mécaniques et a été détourné vers Benghazi, mais a été gravement endommagé par les bombardements « en route » et a dû être sabordé.
Le 17 janvier, le destroyer Gurkha a été torpillé par l'U-Boot U-133. Le destroyer hollandais Isaac Sweers l'a extrait de l'huile[Traduire passage] enflammée, permettant à la majorité de son équipage d'être secouru avant de couler. Les trois cargos restants ont atteint Malte, des attaques aériennes contre les navires étant interceptées par des chasseurs du Groupe no 201 de la RAF, basé en Cyrénaïque, les canons antiaériens du convoi et des escortes, une fois le convoi à portée. Des Hurricane de Malte ont également fourni une couverture aérienne et les navires ont accosté le 19 janvier.
Le 26 janvier, dans une opération similaire, le Breconshire et les escortes d'Alexandrie ont rencontré deux des navires qui avaient quitté Malte le 25 janvier transportant des familles de Malte avec des escortes de la Force K, qui ont accompagné le Breconshire jusqu'à l'île le 27 janvier,.

### Février

#### OpérationMF 5

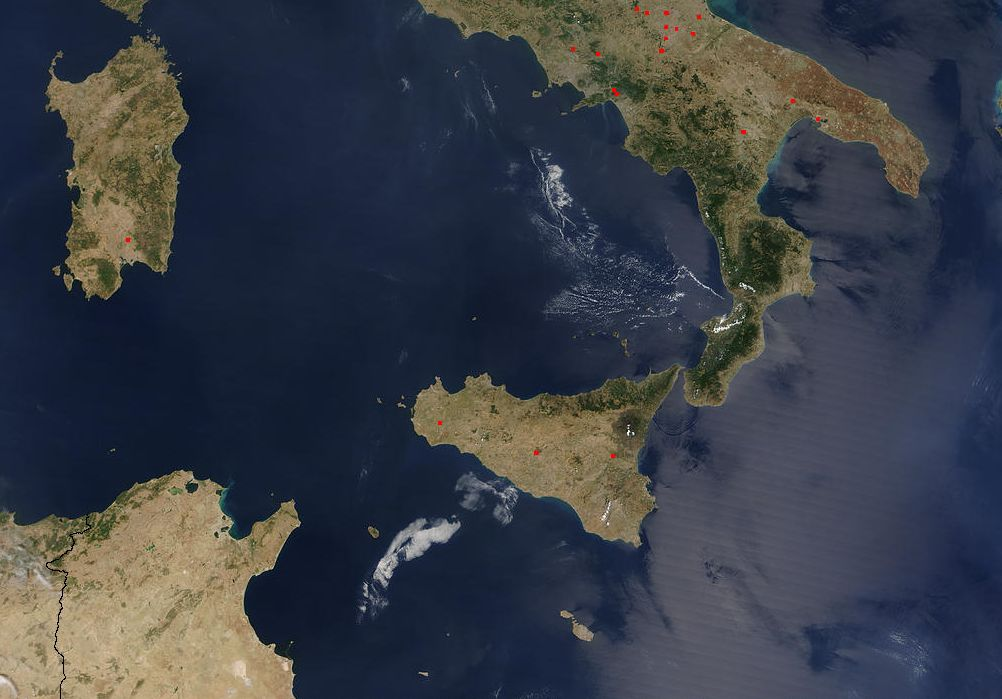
Image satellite du Sud de l'Italie, de Malte et du Nord de la Tunisie.

Le 12 février, le convoi MW 9 composé de trois navires, escorté par le Carlisle et huit destroyers, a quitté Alexandrie pour l'opération MF5. Quelques heures plus tard, deux croiseurs du 15e Escadron de croiseurs, escortés par huit destroyers, sont déployés pour le protéger. Le 14 février, le SS Clan Campbell a été bombardé et contraint de chercher refuge à Tobrouk ; le Clan Chattan a été bombardé, a pris feu et a été sabordé dans l'après-midi ; le Rowallan Castle a été touché et pris en remorque mais sabordé par le Lively après avoir réalisé qu'il ne pouvait pas atteindre Malte avant la tombée de la nuit. L'escorte avait été avertie que le cuirassé italien Caio Duilio avait quitté Tarente pour intercepter le convoi,.

### Mars

#### OpérationSpotter
| Type                          | N° | Coulé    | Dgd |
| ----------------------------- | -- | -------- | --- |
| Croiseurs                     | 4  | —        | 3   |
| Navires antiaériens           | 1  | —        | —   |
| Destroyers                    | 18 | 3        | 2   |
| Sous-marins                   | 5  | 1        | —   |
| Transporteurs de fret         | 4  | 1        | —   |
| Transporteurs de fret arrivés | 3  | 3 à quai | —   |

Le 6 mars, l'opération Spotter, un convoi géré par les porte-avions les Eagle et Argus, a livré les 15 premiers renforts Spitfire pour Malte. Une tentative antérieure avait été abandonnée mais les bons réservoirs externes étant installés, sept Blenheim ont volé directement de Gibraltar.
Le 10 mars, les Spitfire ont effectué leurs premières sorties contre un raid de Ju 88, escortés par des chasseurs Bf 109.

#### OpérationMG 1
L'opération MG 1 a commencé avec le convoi MW 10 de quatre navires partant d'Alexandrie à 19 h 10 le 20 mars, chacun avec une équipe de liaison de la marine et des navires marchands équipés de canons de manière défensive (DEMS), complétés par des hommes de service.
Le convoi était escorté par la Force B, les croiseurs Cleopatra, Dido, Euryalus, le croiseur anti-aérien Carlisle et les six navires de la 22e flottille de destroyers.
La 5e flottille de destroyers a quitté Tobrouk pour un ratissage anti-sous-marin, avant de rejoindre le convoi le 21 mars. Le Clan Campbell a eu du mal à suivre en raison de problèmes de moteur et le timing du convoi n'a pas été respecté. Plusieurs sous-marins britanniques ont patrouillé près de Messine et de Tarente pour surveiller les navires italiens. Des éléments du Long Range Desert Group devaient attaquer les aérodromes de Martuba (en) et Timimi (en), en Cyrénaïque, alors que des avions de la RAF et de la FAA les bombardaient pour neutraliser les bombardiers Ju 88. Le Groupe RAF 201 a assuré la couverture aérienne et la reconnaissance de l'itinéraire du convoi. L'opération Picket devait utiliser les Argus et Eagle , avec Force H comme leurre, mais les équipements pour les Spitfire se sont avérés défectueux et l'opération a été annulée.
Le 22 mars, alors que le convoi MW 10 passait par « Bomb Alley », la nouvelle est arrivée qu'un escadron italien avait surgi et de 10 h 35 à 12 h 5 cinq attaques de bombardiers-torpilleurs italiens ont été menées mais sans succès. Dans l'après-midi, les attaques aériennes allemandes et italiennes ont recommencé, avec des bombes et des torpilles, toujours sans effet. De la fumée a été vue à 14 h 22 et les escortes se sont déplacées pour une interception éventuelle dans une mer agitée alors que le convoi était caché par un écran de fumée. Les croiseurs italiens ont commencé à faire feu, puis se sont tournés pour attirer les croiseurs britanniques vers Littorio. Les Britanniques n'ont pas pris l'appât. Cet échange était le début de la deuxième bataille de Syrte et les avions de l'Axe se sont concentrés sur le convoi qui a manœuvré si efficacement qu'aucun navire n'a été touché. Les navires et l'escorte rapprochée ont tiré une grande partie de leurs munitions. Pendant la bataille, près du convoi, les escortes ont continué à dégager des écrans de fumée et les Italiens sont venus à 8 milles marins (15 km) alors que la Force B esquivait dans la fumée, attaquant à chaque occasion.
Les attaques aériennes allemandes se sont poursuivies et la Force B s'est tournée vers Alexandrie, très à court de carburant alors que la Force K a rejoint le convoi pour la dernière étape. Le convoi avait reçu l'ordre de se disperser, trois navires se détournant vers le sud et le Clan Campbell se dirigeant directement vers Grand Harbour. Les changements de route étaient calculés pour ramener les navires juste devant Malte le jour du 23 mars. Ces détours furent une erreur, le Pampa a été touché par une bombe dans la matinée mais a continué, atteignant Malte. Le Talabot a également été fréquemment attaqué mais est arrivé en bon état, à l'exception de quelques petites bombes larguées par un chasseur-bombardier Bf 109. Le Clan Campbell a été coulé à 20 milles marins (37 km) de Malte et le Breconshire, après avoir été remorqué à plusieurs reprises par des destroyers et des remorqueurs, a atteint le port de Marsaxlokk le 25 mars. Le déchargement des navires a été très lent et les attaques de la Luftwaffe le 26 mars ont coulé le Breconshire dans la soirée et ont continué de bombarder le port de La Valette dans la nuit. Le Talabot et le Pampas ont été incendiés avant le déchargement, seuls 4 952 t des 29 500 t de chargement ont été débarquées et plusieurs destroyers ont été gravement endommagés.

#### OpérationPicket
Le 22 mars, un convoi dirigé par les Argus et Eagle, couvert par la Force H a quitté Gibraltar pour livrer des Spitfire à Malte et détourner l'attention de la MG 1. Deux sous-marins italiens ont repéré les navires britanniques et une torpille a été tirée sur l'Argus, sans effet. L'opération a été annulée lorsque les réservoirs de carburant à longue portée des Spitfire se sont avérés défectueux. L'opération a été répétée le 27 mars et seize Spitfire ont décollé pour Malte, les navires revenant à Gibraltar le 30 mars.

### Avril

#### OpérationCalendar
Alors que l'efficacité de Malte en tant que base offensive diminuait, quarante-sept Spitfire ont été transférés en renfort. Ils ont été livrés par le transporteur américain de l'United States Navy, USS Wasp, escorté par le croiseur de bataille Renown, des croiseurs Cairo, Charybdis et six destroyers britanniques et américains. La plupart des avions ont été détruits au sol par des bombardements.

### Mai

#### OpérationsBoweryetLB
Lors de l'opération Bowery, soixante-quatre Spitfire ont été lancés du Wasp et de l'Eagle. Un deuxième lot de seize chasseurs a décollé de l'Eagle lors de l'opération LB.

### Juin

#### OpérationStyle
Le 20 mai, le cargo SS Empire Conrad est parti de Milford Haven, au Pays de Galles avec une cargaison de trente-deux Spitfire dans des caisses. Les avions étaient tous des Spitfire Mk VcT. À bord également, l'équipe au sol qui devait les assembler, soit un total de plus de 110 hommes. L'Empire Conrad était escorté par la 29e ML Flotilla et la corvette Spirea. Le convoi a ensuite été rejoint par les dragueurs de mines Hythe et Rye. L'Empire Conrad est arrivé à Gibraltar le 27 mai. Les avions ont été transférés sur le porte-avions Eagle où ils ont été assemblés.
Le 2 juin, l'Eagle est parti de Gibraltar escorté par le croiseur Charybdis et les destroyers Antelope, Ithuriel, Partridge, Westcott et Wishart. Le 3 juin, l'escadrille a décollé de l'Eagle, à destination de Malte. Vingt-huit appareils sont arrivés intacts, les quatre autres étant abattus en cours de route.

#### OpérationJulius(HarpoonetVigorous)

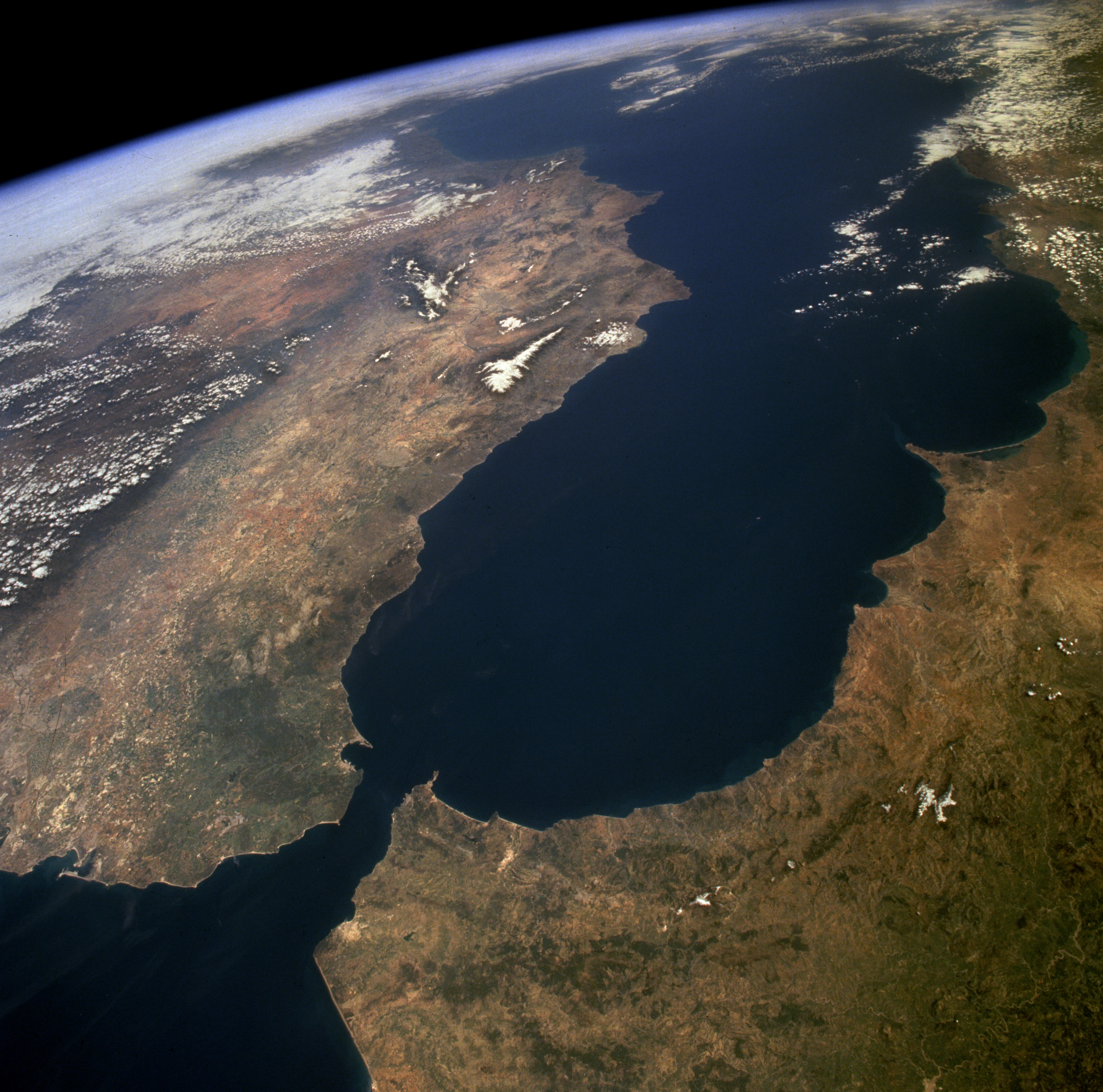
Photographie satellite du détroit de Gibraltar, point de départ de l'opération Harpoon.

L'arrivée de Spitfire supplémentaires de l'Eagle et le transfert d'avions allemands sur le Front russe ont allégé la pression sur Malte mais des fournitures étaient nécessaires. L'opération Julius était prévue pour envoyer simultanément des convois des deux côtés de la Méditerranée.
Les navires de l'opération Harpoon ont quitté la Grande-Bretagne le 5 juin et sont entrés en Méditerranée dans la nuit des 11/12 juin. Plusieurs stations ont été sollicitées pour obtenir un cuirassé, les porte-avions Eagle et Argus, trois croiseurs, et huit destroyers pour l'escorte et la force de couverture jusqu'aux Narrows, l'escorte rapprochée à Malte comprenant le croiseur antiaérien Cairo, neuf destroyers, quatre dragueurs de mines de la flotte et six lanceurs de moteurs de déminage. Quand le convoi de trois cargos britanniques, un hollandais et deux américains, transportant 43 000 LT de fournitures, a été balayé par les champs de mines de l'Axe, les dragueurs de mines ont dû rester à Malte.
Les navires de Gibraltar et d'Alexandrie devaient arriver sur plusieurs jours consécutifs. Les attaques des forces navales et aériennes de l'Axe ont commencé le matin du 12 juin. Un croiseur a été gravement endommagé et un navire marchand a coulé. Le 15 juin, une force de croisière italienne a engagé l'escorte rapprochée. Le Cairo et les petits destroyers mettant en place un écran de fumée, les destroyers de la flotte ont contre-attaqué les navires italiens. Deux des destroyers de la flotte ont été rapidement neutralisés, les trois autres ont réussi à frapper un destroyer italien et ont ensuite été rejoints par le croiseur et les quatre plus petits destroyers. Des bombardiers en piqué ont attaqué le convoi peu après et un navire marchand a été coulé, un autre endommagé et remorqué. Vers midi, une autre attaque aérienne a endommagé un autre navire marchand. Celui-ci et le navire remorqué ont été coulés afin d'augmenter la vitesse des deux navires restants, qui, sous le couvert des Spitfire de Malte ayant remporté plusieurs autres attaques aériennes, sont arrivés avec 15 000 ST de fournitures. Les destroyers Bedouin et Kujawiak ont également été coulés,.
Un convoi de onze navires marchands venant d'Haïfa, Palestine et Port Saïd, en Égypte, a navigué lors de l'opération Vigorous et a été attaqué par des avions, des torpilleurs et des sous-marins pendant quatre jours, puis menacé par une flotte italienne et a dû faire demi-tour. Le croiseur Hermione et les destroyers Hasty, Airedale, Nestor, ainsi que deux navires marchands, ont été coulés.

### Juillet

#### OpérationPinpoint
Le Welshman a quitté Gibraltar le 14 juillet, transportant du lait en poudre, de l'huile de cuisson, des graisses et de la farine, du savon et du matériel de déminage. Il était en compagnie d'un porte-avions, Eagle, deux croiseurs légers, Charybdis et Cairo et cinq destroyers, Antelope, Ithuriel, Vansittart, Westcott et Wrestler. Trente-et-un Spitfire ont décollé de l'Eagle le 15 juillet. Le Welshman a effectué une course indépendante près des côtes algériennes mais a été suivi par des avions de l'Axe et attaqué par des chasseurs-bombardiers, des bombardiers et des avions torpilleurs jusqu'au crépuscule. Il est arrivé à Malte le 16 juillet, et en est reparti le 18 juillet.

#### OpérationInsect
L'Eagle est parti de Gibraltar avec deux, puis cinq destroyers le 20 juillet. Durant son transit, une salve de quatre torpilles tirées du sous-marin italien Enrico Dandolo le manque de peu. Le 21 juillet, 28 autres Spitfire ont décollé pour Malte.

### Août

#### OpérationPedestal
Alors que l'approvisionnement à Malte diminuait, en particulier de carburant d'aviation, le plus grand convoi à ce jour a été assemblé à Gibraltar pour l'opération Pedestal. Il se composait de 14 navires marchands, dont le grand pétrolier SS Ohio, transportant au total 121 000 LT de cargaison. Ceux-ci étaient protégés par de puissantes escortes et des forces de couverture, totalisant quarante-quatre navires de guerre, dont les porte-avions Eagle, Indomitable, Victorious et les cuirassés Nelson et Rodney. Une opération de diversion a été organisée à partir d'Alexandrie. Le convoi a été violemment attaqué. Trois transports ont atteint Malte le 13 août et un autre le 14 août. L'Ohio est arrivé le 15 août, endommagé par des attaques aériennes, remorqué par les destroyers Penn et Ledbury. Le reste a été coulé. L'Ohio s'est cassé en deux peu après dans le port de La Valette, après qu'une grande partie de sa cargaison ait été déchargée. L'Eagle, les croiseurs Cairo et Manchester et le destroyer Foresight ont été coulés. De graves dommages ont été causés à d'autres navires de guerre. Les pertes italiennes ont été de deux sous-marins et des dommages à deux croiseurs.
Ce convoi, en particulier l'arrivée de l'Ohio, a été considéré comme une « intervention divine » par le peuple de Malte. Le 15 août est célébré comme la fête de l'Assomption de Marie et de nombreux Maltais ont attribué l'arrivée de l''Ohio à Grand Harbour comme réponse à leurs prières. Les commandants militaires avaient convenu à l'époque que si les fournitures diminuaient, ils rendraient les îles (la date réelle, différée à mesure que les fournitures étaient reçues, était appelée la date cible). L'opération Pedestal a permis de livrer 12 000 LT de charbon, 32 000 LT de fret et 11 000 LT d'huile à bord du pétrolier. Les marchandises débarquées étaient suffisantes pour que Malte tienne jusqu'à la mi-novembre. Les 568 survivants du convoi Pedestal ont été évacués, 207 hommes sur trois destroyers à Gibraltar et les autres par sous-marin et avion.

#### OpérationBaritone

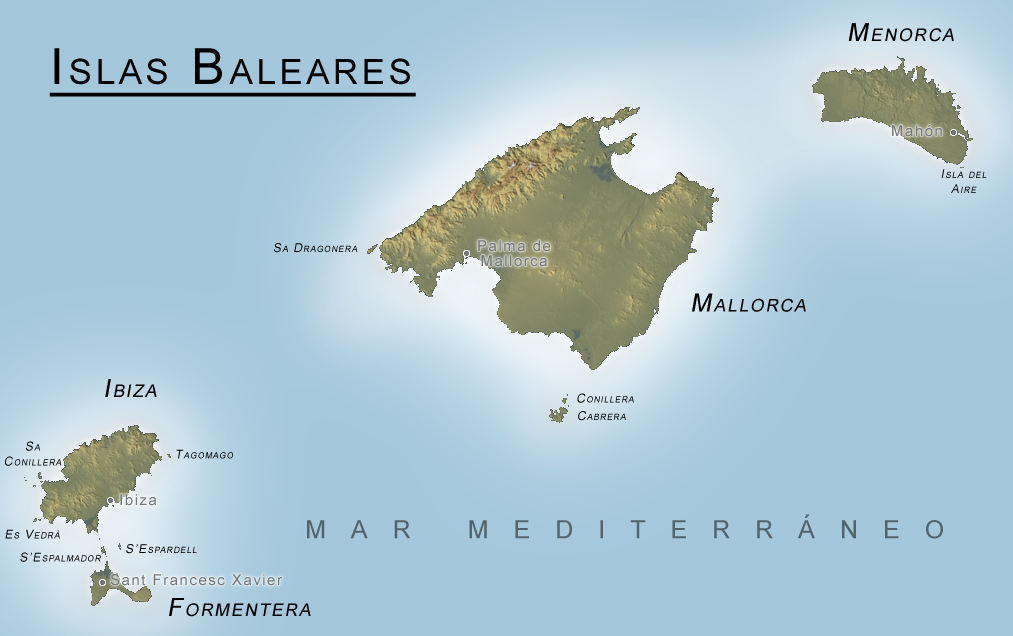
Formentera, dans les Baléares.

Le 16 août, un croiseur et douze destroyers ont escorté le Furious dans la zone au sud de Formentera au sud-ouest des îles Baléares. Trente-deux Spitfires ont décollé, un s'est écrasé au décollage et deux se sont retournés, le reste atteignant Malte dans l'après-midi.

### Septembre
Le sous-marin Talisman a été perdu le 17 septembre lors d'un ravitaillement en provenance de Gibraltar, soit dans un champ de mines, soit ciblé par des charges de profondeur tirées par des torpilleurs italiens au nord-ouest de Malte.

### Octobre
Des sous-marin ont atteint Malte le 2 octobre (Rorqual), le 3 octobre (Parthian) et le 6 octobre (Clyde), avec de l'essence et d'autres fournitures, repartant pour Beyrouth le 8 octobre, transportant des survivants de l’opération Pedestal.

#### OpérationTrain
Un flux continu de nouveaux Spitfire vers Malte était devenu nécessaire après que les forces aériennes de l'Axe eurent recours aux attaques par chasseurs-bombardiers. Dans un convoi du 28 au 30 octobre, deux croiseurs et huit destroyers ont escorté le Furious qui a fait décoller vingt-neuf Spitfire pour Malte, dont deux sont revenus avec des problèmes de moteur. Dix sous-marins italiens patrouillaient mais n'ont pas pu attaquer et les avions de l'Axe ont été retenus jusqu'à l'après-midi du 29 octobre, lorsqu'un Ju 88 a réussi à larguer une bombe qui a atterri à 180 mètres derrière le navire.

### Novembre

#### OpérationsStone AgeetCrupper

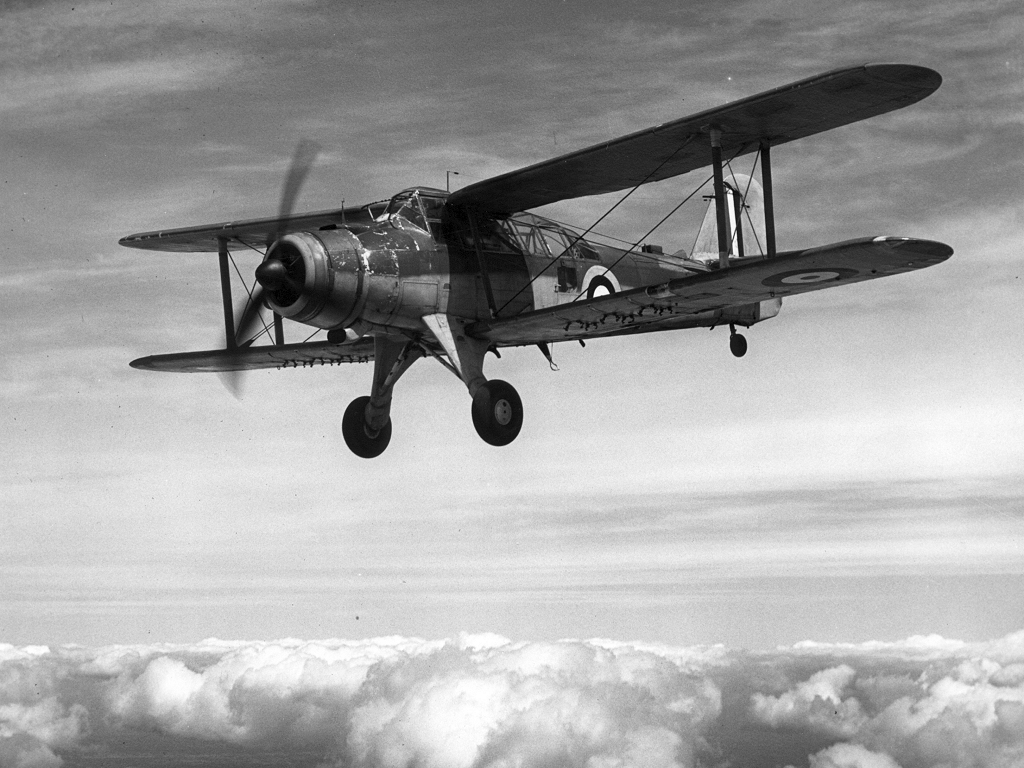
Un Fairey Albacore en vol.

Une tentative, début novembre, de faufiler un cargo déguisé et acheminé de façon indépendante vers Malte en provenance d'Alexandrie a échoué. Lors de l'opération Crupper, les navires marchands déguisés Ardeola (2 609 tonnes) et Tadorna (1 947 tonnes) de Gibraltar, ont été capturés et internés à Bizerte en passant par les eaux territoriales de Vichy.
Le Welshman a réalisé une livraison à partir de Gibraltar avec une cargaison de nourriture séchée et des torpilles lors du débarquement allié en Afrique française du Nord (opération Torch), le Manxman et six destroyers ont quitté Alexandrie le 11 novembre. Les deux tentatives ont réussi. Le 17 novembre, le convoi MW 13 (deux navires de commerce américains, un néerlandais et un britannique, transportant 35 000 ST de ravitaillement) a quitté Alexandrie, escorté par trois croiseurs du 15e Escadron de croiseurs. À partir du 18 novembre, ce nombre a été réduit à dix destroyers. Les attaques aériennes de l'Axe ont commencé et après le détachement de l'escorte principale, le croiseur Arethusa a été torpillé et incendié. Beaucoup d'attaques aériennes ont été interceptées par des chasseurs alliés volant à partir d'aérodromes du désert et le 20 novembre, le MW 13 est arrivé, escorté par l'Euryalus et dix destroyers de la classe Hunt. Le 25 novembre, les navires avaient débarqué une quantité suffisante de carburant d'aviation et les expéditions Magic Carpet ont été annulées. Le 20 novembre, le mouilleur de mines Adventure est parti de Plymouth vers Gibraltar avec 2 000 charges de profondeur pour Malte et a effectué une répétition en décembre. Le succès de l'opération Stone Age a soulagé le siège de Malte, quoique dans une faible mesure, car le stock de fournitures militaires et de nourriture pour la population aurait été épuisé avant décembre.

### Décembre

#### OpérationPortcullis
Dans l'opération Portcullis, les cinq navires du convoi MW 14 sont arrivés de Port-Saïd avec 55 000 ST de fournitures, le premier convoi à arriver sans perte depuis 1941. Neuf autres navires sont arrivés en convois, MW 15 à MW 18, livrant 18 200 ST de carburant et un autre 58 500 ST de fournitures générales et militaires jusqu'à la fin décembre. Treize navires sont retournés à Alexandrie en tant que convois ME 11 et ME 12. L'augmentation des rations aux civils a contribué à réduire le déclin général de la santé de la population qui avait conduit à une épidémie de poliomyélite.

## Décembre 1942 – janvier 1943

### OpérationQuadrangle
L'opération Portcullis était le dernier convoi direct vers Malte.
Lors des opérations Quadrangle A, B, C et D, des paires de navires à destination de Malte se sont jointes à des convois ordinaires en direction de l'ouest, puis ont rejoint des rendez-vous avec des escortes de la Force K, arrivant sans perte. Dans l'opération Quadrangle A, le convoi MW 15 de deux navires était un convoi latéral du nouveau service de Port Saïd à Benghazi. Lorsque le convoi principal est arrivé au large de Al Marj en Libye, les navires pour Malte avaient rendez-vous avec huit escorteurs et des navires vides de l'île. Les navires ont échangé des escortes pour le voyage de retour à Grand Harbour, MW 15 arrivant le 10 décembre.
L'opération Quadrangle B a couvert le convoi MW 16 d'un pétrolier escorté de six destroyers et d'un dragueur de mines. Quatre navires de MW 13 ont été constitués en convoi MW 12 et neuf destroyers ont quitté Grand Harbour le 17 décembre. Le Quadrangle B a été attaqué par des Ju 88 le lendemain sans résultat. Plusieurs escortes ont remis le MW 12, à Al Marj, à des navires d'Alexandrie et ont repris le convoi MW 17, deux cargos de l'opération Quadrangle C vers Malte.
Le convoi ME 13 a été omis et le convoi ME 14 avec quatre navires vides a quitté Malte le 28 décembre escorté de cinq destroyers.
En décembre, 58 500 LT de marchandises diverses et 18 200 LT de mazout ont été livrées. Le convoi MW 18 avec un pétrolier et un navire marchand parti d'Alexandrie dans l'opération Quadrangle D avec une escorte de six destroyers, est arrivé à Malte le 2 janvier 1943.

### OpérationSurvey
Le convoi MW 19 a quitté Alexandrie le 7 janvier 1943 avec cinq cargos, un pétrolier, neuf destroyers et a résisté à une attaque de bombardiers-torpilleurs au crépuscule du 8 janvier. Au cours d'une attaque nocturne, un navire marchand et un destroyer ont été presque manqués et un destroyer a évité une torpille. Le 9 janvier, une tempête a ralenti le pétrolier et le convoi a raté le rendez-vous avec la Force K. Il a ensuite rejoint trois destroyers maltais. Alors que la tempête se calmait, les navires ont pris de la vitesse et pendant la majeure partie de la course vers Malte, les Beaufighters ont fourni une couverture aérienne, dont une a été dirigée sur un He 111, le 11 janvier. Il a été attaqué et chassé, le convoi arrivant à Malte dans la soirée.

## Bilan

### Analyse
Trente cinq grandes opérations d'approvisionnement ont été menées à Malte de 1940 à 1942. Les opérations White, Tiger, Halberd, MF5, MG1, Harpoon, Vigorous et Pedestal ont été refoulées ou ont subi de graves pertes à cause des forces de l'Axe. Pendant de longues périodes, aucun convoi n'a été tenté et seul un mince envoi de fournitures a été maintenu vers Malte par sous-marin ou navire de guerre rapide. La pire période pour Malte a été de décembre 1941 à octobre 1942, lorsque les forces de l'Axe avaient la suprématie aérienne et navale en Méditerranée centrale.

### Victimes
De juin 1940 à décembre 1943, environ 1 600 civils et 700 soldats ont été tués à Malte. La RAF a perdu environ 900 hommes, 547 avions en opération et 160 au sol et la Royal Navy a perdu 1 700 sous-mariniers et 2 200 marins ; environ 200 hommes de la marine marchande sont morts.
Sur 110 voyages de navires marchands à Malte, 79 sont arrivés, trois ont coulé peu après avoir atteint l'île et un navire a été coulé lors d'un voyage de retour. Six des sept départs indépendants ont échoué, trois navires ont coulé, deux ont été internés par les autorités de Vichy et un navire a fait demi-tour. La flotte méditerranéenne a perdu un cuirassé, deux porte-avions, quatre croiseurs, un mouilleur de mines rapide, vingt destroyers et dragueurs de mines et quarante sous-marins. De nombreux petits navires ont été coulés et de nombreux navires rescapés ont été endommagés.